# Stefanie Vögele
Stefanie Vögele (Leuggern, Aargau kanton, 1990. március 10. –) svájci hivatásos teniszezőnő.
2006–2022 közötti profi pályafutása során WTA-tornát nem sikerült nyernie, egyéniben és párosban is egy alkalommal játszott döntőt. Egyéniben nyolcszor, párosban ötször nyert ITF-tornát. Grand Slam-tornákon a 3. kör volt a legjobb eredménye, amelyet egyéniben a 2013-as Roland Garroson, párosban 2014-ben Wimbledonban teljesített. Az egyéni világranglistán a legelőkelőbb helyezése a 42. volt, ezt 2013. november 11-én érte el, párosban a 100. helyen 2015. január 5-én állt.
2005–2019 között 21 alkalommal játszott Svájc Fed-kupa-válogatottjában.
2022 novemberében jelentette be a profi tenisztől való visszavonulását. 2025-ben visszatért a profi teniszhez.

## WTA-döntői

### Egyéni

#### Elveszített döntői (1)
| No. | Dátum            | Torna                             | Borítás | Ellenfél a döntőben | Eredmény a döntőben | Eredmény a döntőben |
| 1.  | 2018. március 3. | Abierto Mexicano Telcel, Acapulco | Kemény  | Leszja Curenko      | 7–5, 6–7(2), 2–6    |                     |

### Páros

#### Elveszített döntői (1)
| No. | Dátum             | Torna                   | Borítás | Partner       | Ellenfelek a döntőben            | Eredmény a döntőben | Eredmény a döntőben |
| 1.  | 2012. február 19. | Copa Colsanitas, Bogotá | Salak   | Mandy Minella | Eva Birnerová Alekszandra Panova | 2–6, 2–6            | (részletek)         |

## WTA 125K-döntői

### Egyéni

#### Elveszített döntői (1)
| No. | Dátum            | Helyszín                                                  | Borítás | Ellenfél a döntőben | Eredmény a döntőben | Eredmény a döntőben |
| 1.  | 2020. február 2. | Oracle Challenger Series, Newport Beach, Egyesült Államok | Kemény  | Madison Brengle     | 1–6, 6–3, 2–6       |                     |

## ITF-döntői

### Egyéni (8–8)
| Díjazás        |
| -------------- |
| $100,000 torna |
| $75,000 torna  |
| $50,000 torna  |
| $25,000 torna  |
| $15,000 torna  |
| $10,000 torna  |

| Eredmény | No. | Dátum                | Torna                          | Borítás     | Ellenfél            | Eredmény         |
| -------- | --- | -------------------- | ------------------------------ | ----------- | ------------------- | ---------------- |
| Győztes  | 1.  | 2006. december 2.    | Tel-Aviv                       | Kemény      | Marlot Meddens      | 6–3, 6–4         |
| Döntős   | 1.  | 2007. február 4.     | Belfort                        | Szőnyeg     | Virginie Pichet     | 6–2, 0–6, 2–6    |
| Döntős   | 2.  | 2007. március 24.    | Mumbai                         | Kemény      | Akgul Amanmuradova  | 0–6, 5–7         |
| Győztes  | 2.  | 2007. március 31.    | Haidarábád                     | Kemény      | Amber Liu           | 5–7, 7–5, 6–3    |
| Győztes  | 3.  | 2007. július 15.     | Toruń                          | Salak       | Alexandra Dulgheru  | 6–2, 4–6, 7–5    |
| Döntős   | 3.  | 2007. július 22.     | Dnyipro                        | Salak       | Alizé Cornet        | 4–6, 3–6         |
| Döntős   | 4.  | 2008. november 1.    | Nantes                         | Kemény      | Vesna Dolonc        | 3–6, 2–6         |
| Döntős   | 5.  | 2009. május 10.      | Bukarest                       | Salak       | Andrea Petković     | 3–6, 2–6         |
| Döntős   | 6.  | 2009. június 6.      | Nottingham                     | Fű          | Maria Elena Camerin | 2–6, 6–4, 1–6    |
| Győztes  | 4.  | 2011. március 27.    | Bath                           | Kemény (f)  | Marta Domachowska   | 6–7(3), 7–5, 6–2 |
| Döntős   | 7.  | 2012. szeptember 17. | Shrewsbury                     | Kemény (f)  | Annika Beck         | 2–6, 4–6         |
| Győztes  | 5.  | 2012. szeptember 30. | Clermond-Ferrand               | Kemény (f)  | Tatjana Malek       | 6–4, 6–1         |
| Győztes  | 6.  | 2012. november 25    | Dunlop World Challenge, Toyota | Szőnyeg (f) | Date Kimiko         | 7–6(7), 6–4      |
| Győztes  | 7.  | 2016. január 31.     | Andrézieux-Bouthéon            | Kemény (f)  | An-Sophie Mestach   | 6–1, 6–2         |
| Győztes  | 8.  | 2018. július 15.     | Contrexéville, Franciaország   | Salak       | Sara Sorribes Tormo | 6–4, 6–2         |
| Döntős   | 8.  | 2019. május 12.      | Cagnes-sur-Mer                 | Salak       | Christina McHale    | 6–7(4), 2–6      |

### Páros (5–6)
| Eredmény | No. | Dátum                | Torna      | Borítás     | Partner            | Ellenfél                                      | Eredmény             |
| -------- | --- | -------------------- | ---------- | ----------- | ------------------ | --------------------------------------------- | -------------------- |
| Döntős   | 1.  | 2006. szeptember 29. | Szaloniki  | Salak       | Amra Sadiković     | Nicole Clerico Alekszandra Panova             | 4–6, 6–7(8)          |
| Döntős   | 2.  | 2007. március 23.    | Mumbai     | Kemény      | Olga Panova        | Akgul Amanmuradova Nyina Bratcsikova          | 2–6, 3–6             |
| Győztes  | 1.  | 2007. július 15.     | Toruń      | Salak       | Sandra Martinović  | Magdalena Kiszczyńska Natalia Kolat           | 2–6, 6–4, 6–3        |
| Győztes  | 2.  | 2008. március 29.    | La Palma   | Kemény      | Julija Bejhelzimer | Estrella Cabeza Candela Silvia Soler Espinosa | 7–5, 7–6(5)          |
| Győztes  | 3.  | 2008. április 6.     | Hamburg    | Szőnyeg (f) | Julija Bejhelzimer | Veronika Chvojkova Andrea Hlaváčková          | 7–6(3), 6–2          |
| Döntős   | 3.  | 2008. május 11.      | Jounieh    | Salak       | Kristína Kučová    | Nyina Bratcsikova Veronika Kapsaj             | 5–7, 6–3, [6–10]     |
| Döntős   | 4.  | 2008. július 13.     | Zágráb     | Salak       | Julija Bejhelzimer | Maret Ani Jelena Kostanić Tošić               | 4–6, 2–6             |
| Döntős   | 5.  | 2008. augusztus 1.   | Rimini     | Salak       | Kathrin Wörle      | Mara Santangelo Roberta Vinci                 | 1–6, 4–6             |
| Győztes  | 4.  | 2011. július 3.      | Cuneo      | Salak       | Mandy Minella      | Eva Birnerová Veszna Dolonc                   | 6–3, 6–2             |
| Győztes  | 5.  | 2011. szeptember 22. | Shrewsbury | Kemény (f)  | Vesna Dolonc       | Karolína Plíšková Kristýna Plíšková           | 6–1, 6–7(3), [15–13] |
| Döntős   | 6.  | 2012. október 15.    | Limoges    | Kemény (f)  | Irena Pavlovic     | Magda Linette Sandra Zaniewska                | 1–6, 7–5, 5–10       |

## Eredményei Grand Slam-tornákon

### Egyéniben
| Grand Slam | Australian Open | Australian Open    | Roland Garros  | Roland Garros    | Wimbledon      | Wimbledon         | US Open        | US Open              |
| Év         | Eredmény        | Utolsó ellenfél    | Eredmény       | Utolsó ellenfél  | Eredmény       | Utolsó ellenfél   | Eredmény       | Utolsó ellenfél      |
| 2008       | Selejtező (Q1)  | Selejtező (Q1)     | Selejtező (Q2) | Selejtező (Q2)   | Selejtező (Q1) | Selejtező (Q1)    | 1. kör         | Flavia Pennetta      |
| 2009       | Selejtező (Q3)  | Selejtező (Q3)     | Selejtező (Q2) | Selejtező (Q2)   | 1. kör         | Venus Williams    | 2. kör         | Francesca Schiavone  |
| 2010       | 2. kör          | Viktorija Azaranka | 1. kör         | Serena Williams  | 1. kör         | Marija Kirilenko  | 1. kör         | Dominika Cibulková   |
| 2011       | Selejtező (Q1)  | Selejtező (Q1)     | Selejtező (Q3) | Selejtező (Q3)   | Selejtező (Q1) | Selejtező (Q1)    | Selejtező (Q2) | Selejtező (Q2)       |
| 2012       | 1. kör          | Sabine Lisicki     | Selejtező (Q2) | Selejtező (Q2)   | Selejtező (Q2) | Selejtező (Q2)    | 1. kör         | Gallovits-Hall Edina |
| 2013       | 1. kör          | Tamira Paszek      | 3. kör         | Marija Kirilenko | 1. kör         | Sorana Cîrstea    | 1. kör         | AK Schmiedlová       |
| 2014       | 2. kör          | Dominika Cibulková | 2. kör         | Andrea Petković  | 1. kör         | Jarmila Gajdošová | 1. kör         | Cseng Szaj-szaj      |
| 2015       | 2. kör          | Caroline Garcia    | 1. kör         | V Gyacsenko      | 1. kör         | Madison Keys      | Selejtező (Q1) | Selejtező (Q1)       |
| 2016       | Selejtező (Q2)  | Selejtező (Q2)     | Selejtező (Q2) | Selejtező (Q2)   | 1. kör         | Jelena Janković   | 1. kör         | Nara Kurumi          |
| 2017       | 2. kör          | Venus Williams     | –              | –                | –              | –                 | Selejtező (Q2) | Selejtező (Q2)       |
| 2018       | Selejtező (Q3)  | Selejtező (Q3)     | 1. kör         | Leszja Curenko   | 1. kör         | Ashleigh Barty    | 1. kör         | Mónica Puig          |
| 2019       | 1. kör          | Hszie Su-vej       | Selejtező (Q1) | Selejtező (Q1)   | 1. kör         | Kaia Kanepi       | Selejtező (Q1) | Selejtező (Q1)       |
| 2020       | Selejtező (Q3)  | Selejtező (Q3)     | 1. kör         | P Maria Țig      | elmaradt       | elmaradt          | 1. kör         | María Szákari        |
| 2021       | Selejtező (Q1)  | Selejtező (Q1)     | 1. kör         | Jasmine Paolini  | Selejtező (Q1) | Selejtező (Q1)    | 1. kör         | Emma Raducanu        |
| 2022       | 1. kör          | Darja Kaszatkina   | Selejtező (Q1) | Selejtező (Q1)   | Selejtező (Q1) | Selejtező (Q1)    | Selejtező (Q1) | Selejtező (Q1)       |
| 2023       | –               | –                  | –              | –                | –              | –                 | –              | –                    |
| 2024       | –               | –                  | –              | –                | –              | –                 | –              | –                    |
| 2025       | –               | –                  | Selejtező (Q1) | Selejtező (Q1)   | Selejtező (Q1) | Selejtező (Q1)    |                |                      |

### Párosban
| Grand Slam | Australian Open        | Australian Open                 | Roland Garros        | Roland Garros                        | Wimbledon                  | Wimbledon                         | US Open              | US Open                              |
| Év         | Eredmény Partner       | Utolsó ellenfél                 | Eredmény Partner     | Utolsó ellenfél                      | Eredmény Partner           | Utolsó ellenfél                   | Eredmény Partner     | Utolsó ellenfél                      |
| 2009       | –                      | –                               | –                    | –                                    | Selejtező Stéphanie Dubois | Selejtező Stéphanie Dubois        | 2. kör Patricia Mayr | A. Medina Garrigues V. Ruano Pascual |
| 2010       | –                      | –                               | 2. kör Petra Kvitová | Marija Kirilenko Agnieszka Radwańska | –                          | –                                 | 1. kör Petra Kvitová | Květa Peschke Katarina Srebotnik     |
| 2011       | –                      | –                               | –                    | –                                    | –                          | –                                 | –                    | –                                    |
| 2012       | –                      | –                               | –                    | –                                    | –                          | –                                 | –                    | –                                    |
| 2013       | 1. kör Camila Giorgi   | Serena Williams Venus Williams  | 1. kör Eva Birnerová | Vania King Monica Niculescu          | 1. kör Eva Birnerová       | Varvara Lepchenko Cseng Szaj-szaj | 1. kör Eva Birnerová | K Mladenovic G Voszkobojeva          |
| 2014       | 2. kör M Rybáriková    | Daniela Hantuchová Lisa Eaymond | 2. kör Jana Čepelová | Ashleigh Barty Casey Dellacqua       | 3. kör Kristina Barrois    | Andrea Hlaváčková Cseng Csie      | 1. kör Raluca Olaru  | Alla Kudrjavceva Anastasia Rodionova |
| 2015       | 1. kör Klára Koukalová | Csan Jung-zsan Cseng Csie       | –                    | –                                    | 1. kör Jana Čepelová       | Jocelyn Rae Anna Smith            | –                    | –                                    |
| 2016–2018  | –                      | –                               | –                    | –                                    | –                          | –                                 | –                    | –                                    |
| 2019       | –                      | –                               | –                    | –                                    | 1. kör M Rybáriková        | Tuan Jing-jing Cseng Szaj-szaj    | –                    | –                                    |

## Év végi világranglista-helyezései
| Év     | 2004 | 2005 | 2006 | 2007 | 2008 | 2009 | 2010 | 2011 | 2012 | 2013 | 2014 | 2015 | 2016 | 2017 | 2018 | 2019  | 2020  | 2021 | 2022 | 2023 | 2024 |
| Egyéni | 711. | –    | 920. | 215. | 130. | 76.  | 127. | 138. | 113. | 44.  | 78.  | 122. | 113. | 152. | 85.  | 119.  | 116.  | 147. | 240. | –    | –    |
| Páros  | 871. | –    | –    | 371. | 155. | 231. | 166. | 231. | 154. | 882. | 106. | 369. | 602. | 599. | –    | 1156. | 1220. | 962. | 920. | –    | –    |